# 圓福寺 (徳島市)
圓福寺（えんぷくじ）は、徳島県徳島市八万町に位置する寺院である。阿波秩父観音霊場33番札所。徳島七福神霊場・恵美寿太神。山号は龍寶山。宗派は真言宗御室派。

## 歴史
1607年（慶長12年）、八万村橋本に宥尊が開いた旧河南寺を、1694年（元禄7年）に夷山城趾にあたる現在の場所に移した）。
仁王門が信者の寄進であると云いまだ色鮮やかな仁王が立つ。参道に並んで建つ庫裏は昔の姿を傳える。圓福寺の裏山には夷山城址で一部公園となっている。公園入口には夷山城址の石碑がある。

## 前後の札所
阿波秩父観音霊場
32 光仙寺 ---- 33 圓福寺 ---- 34 竹林院

## 交通
- JR牟岐線二軒屋駅から徒歩約20分。
- JR徳島駅より徳島市営バス市原行き「下福万」下車より徒歩5分。